# Kiss (grupo musical)
Kiss (Korea International Super Star, estilizado como KISS), fue un trío musical de pop coreano, formado por Mini, Jini y Umji. Su primer sencillo, "여자 이니까 | Because I Am A Woman" (jeo jya i nikka; lit. "Porque soy una mujer") fue un éxito en 2001, que puede atribuirse a su melodramático vídeo del sacrificio que se puede hacer por amor. Este vídeo se regó como pólvora a través de Internet. El video musical está protagonizado por la actriz Goo Hye-Joo y el actor Shin Hyun-joon, lo que aumentó el interés público inicial en la canción. La canción siguió siendo un elemento básico del karaoke en Corea durante muchos años.
Esto ayudó a lanzar la carrera de Kiss enviando la canción al tope de las listas musicales, y al álbum rápidamente. Sin embargo, el grupo se disolvió 5 meses después de su debut en medio de informes de que había supuestas "disputas internas".
Su sencillo "Because I'm a Girl" logró mantenerse en el gusto del K-pop en discos de aquel país, un par de años más, y siendo una versión recurrente por varios artistas del género, incluyendo al dúo femenino 2NB y a la cantante Mina.
El trio se reencontró para cantar su éxito principal "여자 이니까 | Because I Am A Woman" el 21 de junio de 2016 a través del programa de variedades Two Yoo Project Sugar Man (Episodio 36). Se reveló en el programa que la razón de la ruptura del grupo fue porque la empresa se enteró de que Mini estaba en una relación, un asunto que las compañías discofráficas coreanas generalmente controlan estrictamente sobre sus talentos.

### Después de la separación
Después de la separación, cada miembro continuó con sus actividades musicales. Mini (Kim Min-hee) participa en la banda sonora del drama You're So Pretty y está activa como vocalista, Jini está activa musicalmente y es gerente de un restaurante en Ohio, Umji (Woo Geum-ji) se convirtió en actriz musical y continuó haciendo actividades musicales hasta 2014, después se casó y actualmente tiene hijos.
Mini y Umji estaban en contacto después de la disolución, pero Jini regresó a los Estados Unidos y perdió el contacto con ellas. Se recontactó con sus compañeras con el rodaje de JTBC Sugarman en 2016.

## Discografía

### Álbumes de estudio
| Número | Título      | Detalles del Álbum |
| ------ | ----------- | --- |
| 1      | First Album | - Lanzamiento: 22 de noviembre de 2001 - Discográfica: J-Entercom, WJSJ - Tipo de Álbum: Inédito - Formatos: CD, DL, Streaming. |

## Versiones Internacionales de la canción
- Versión en inglés: "Because I'm a Girl" por Jini (miembro de Kiss)
- Versión en mandarín: "没有你的每一天" (Mei You Ni De Mei Yi Tian) ("Days Without You") por Jill Xu Jie Er
- Versión en cantonés: "野种子" (Yi Chong Zhi) ("Wild Seed") por Bobo Chan
- Versión en tagalog: "Kung Alam Mo Lang" por Roxanne "Roxie" Barcelo
- Versión en vietnamita: "Noi Dau Muon Mang" por Anh Tie
- Versión en portugués: "Se você disser que sim" por Francielle (portugués europeo) y "Por Que Tocou Meu Coração?" por Calcinha Preta (portugués brasileño)
- Versión en japonés: "Onna Da Kara" por Azuki
- Versión en turco: "Görmez Olsun (bizim şarkımız)" por Grup Anlılar
- Versión en español: "Because I'm a Girl" por Shenia